# Desaminering
Desaminering is een proces waarbij overtollige aminozuren worden afgebroken. Dit gebeurt in de lever. Bij de aminozuren wordt de aminegroep (-NH2) afgesplitst en omgezet tot ammoniak. Het restant van het aminozuur dat overblijft na de desaminering wordt omgezet tot andere stoffen die in de citroenzuurcyclus worden gedissimileerd. Het restant kan ook worden gebruikt voor de vorming van glucose of voor de vorming van lipiden.